# 병과원수

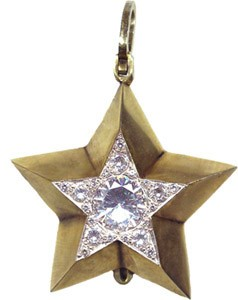
수관성장.

병과원수(러시아어: Ма́ршал ро́да во́йск 마르샬 로다 보이스크[*])는 1943년부터 1974년까지 존재한 소련군의 계급이다. NATO의 4성장군과 동격이다.
항공원수, 포병원수, 전차병원수, 통신병원수, 공병원수의 5개 병과원수가 있다. 보병과 해병은 육군대장 계급을 따로 원수 계급과 동격으로 사용했다.
원수는 육군대장, 함대사령관과 동격이고, 상장의 위이며 상원수의 아래이다.
| 소련군 계급              |                               |                                        |                                             |
| 상장 (Генерал-полковник) | 육군대장 (Генерал армии)      | 육군대장 (Генерал армии)               | 소비에트 연방원수 (Маршал Советского Союза) |
| 상장 (Генерал-полковник) | '병과원수 (Ма́ршал ро́да во́йск) | 병과상원수 (Главный ма́ршал ро́да во́йск) | 소비에트 연방원수 (Маршал Советского Союза) |

## 계급장
|               | 병과원수               | 병과원수               | 병과원수               | 병과원수               | 병과원수               |
| 근무복        | 견장 (1943년 – 1955년) | 견장 (1943년 – 1955년) | 견장 (1943년 – 1955년) | 견장 (1943년 – 1955년) | 견장 (1943년 – 1955년) |
| ------------- | ---------------------- | ---------------------- | ---------------------- | ---------------------- | ---------------------- |
| 근무복        |                        |                        |                        |                        |                        |
| 정복          | 견장(1955년 – 1974년)  | 견장(1955년 – 1974년)  | 견장(1955년 – 1974년)  | 견장(1955년 – 1974년)  | 견장(1955년 – 1974년)  |
| 정복          |                        |                        |                        |                        |                        |
| 계급명        | 포병원수               | 항공원수               | 전차병원수             | 통신병원수             | 공병원수               |
| 인식표        |                        |                        |                        |                        |                        |
| NATO 대응계급 | OF-9                   | OF-9                   | OF-9                   | OF-9                   | OF-9                   |

## 같이 보기
- 소비에트 연방원수